# Exocentrus alternans
Exocentrus alternans là một loài bọ cánh cứng trong họ Cerambycidae.